# 乙和多都美神社
乙和多都美神社（おとわたつみじんじゃ）は、長崎県対馬市厳原町にある神社。『延喜式神名帳』に記された式内社・和多都美神社の論社。

## 概要
創建の時期は不詳であるが、社伝によると、神功皇后が当地に船を泊め、神を祀ったという。
下県郡で唯一（和多都美神社一帯ははかつて上県郡であった）の「和多都美神社」であり、『対馬神社誌』には「和田津美大明神」と記されている。
『対馬神社誌』の記事の全文では、普通の村の氏神を記しているのと変わらず、和多都美神社としての特色も見られず、官社の伝統も見られない。